# Mairead Corrigan
Mairead Corrigan (Belfast, 27 de Janeiro de 1944) é uma ativista pacifista britânica, e co-fundadora, junto a Betty Williams, do Community for Peace People (comunidades de pessoas para a paz), uma organização que encoraja uma resolução pacífica dos conflitos que atingem a Irlanda do Norte.
Por seus esforços em promover a reconciliação entre católicos e protestantes em Belfast, no contexto da guerra civil na Irlanda do Norte, foi laureada com o Nobel da Paz de 1976, juntamente com Betty Williams.
É membro do Comité de patrocínio da Coordenação internacional para o Decênio da cultura da não-violência e da paz.
Há vários anos, Maguire está envolvida com os movimentos de defesa dos palestinos. Em 2009, foi presa em Israel e deportada, juntamente com seis cidadãos britânicos e três americanos, quando tentavam entrar na Faixa de Gaza pelo mar, furando o bloqueio imposto por Israel ao território palestino. Os ativistas rejeitaram as ordens de deportação, argumentando que tinham sido levados para Israel contra a vontade, quando o barco em que viajavam, com destino a Gaza, foi interceptado pelo Tzahal.
Em setembro de 2010, Maguire, que pretendia participar da conferência We can change, em Ramallah, na Cisjordânia ocupada, foi impedida de fazê-lo, ao desembarcar em Israel. Por ser considerada perigosa, as autoridades israelenses a obrigaram a voltar a Frankfurt, de onde partira.